# Sistema de designação de aviões RLM
O Sistema de designação de aviões RLM foi desenvolvido pelo Ministério da Aviação do Reich (Reichsluftfahrtministerium - RLM) como uma tentativa das autoridades da aviação do Terceiro Reich para padronizar e produzir uma identificação para cada tipo de avião produzido na Alemanha entre 1933 e 1945.

## O sistema
Quando o Reichsluftfahrtministerium (RLM) recebeu o controle das atividades da aviação do país em 1933, ele estabeleceu um catálogo com todos os aviões já em produção e seus vários fabricantes, assim como novos projetos. O RLM, fez melhorias no sistema de identificação anterior (Idflieg), que não considerava os diferentes fabricantes, resultando por exemplo que seis aviões de diferentes fabricantes usaram o número 33.
O sistema basicamente combinava duas letras identificando o fabricante e números de três dígitos identificando os modelos de todos os fabricantes sequencialmente. Um exemplo bastante conhecido é o "Messerschmitt Me 262".
Em alguns casos de exceção, algumas identificações eram atribuídas mas não eram usadas na prática devido ao cancelamento do projeto, como por exemplo o "Heinkel He 277".

## Designação original dos fabricantes
| Al  | Albatros                                                             | Fg | Flugtechnische Fertigungsgemeinschaft Prag | Ho  | Reimar und Walter Horten |
| Ar  | Arado                                                                | Fh | Flugzeugwerke Halle, later Si for Siebel   | Hs  | Henschel                 |
| As  | Argus Motoren                                                        | Fi | Fieseler                                   | Ju  | Junkers                  |
| Ba  | Bachem                                                               | FK | Flugzeugbau Kiel                           | Kl  | Klemm Flugzeugbau        |
| Bf  | Bayerische Flugzeugwerke (depois de Julho de 1938, Messerschmitt AG) | Fl | Flettner                                   | NR  | Nagler-Rolz              |
| Bü  | Bücker                                                               | Fw | Focke-Wulf                                 | So  | Heinz Sombold            |
| BV  | Blohm & Voss                                                         | Go | Gothaer Waggonfabrik                       | Sk  | Skoda-Kauba              |
| DFS | Deutsche Forschungsanstalt für Segelflug                             | Ha | Hamburger Flugzeugbau                      | We  | Weser Flugzeugbau        |
| Do  | Dornier                                                              | He | Heinkel                                    | ZMe | Zeppelin/Messerschmitt   |
| Fa  | Focke-Achgelis                                                       | HM | Hirth Motoren GmbH                         | ZSo | Zeppelin/SNCASO          |

## Atualização da designação original dos fabricantes
| Nova designação | Nome oficial                             | Nome antigo                   | Designação substituída |
| --------------- | ---------------------------------------- | ----------------------------- | ---------------------- |
| BV              | Blohm + Voss                             | Hamburger Flugzeugbau         | Ha                     |
| Me              | Messerschmitt                            | Bayerische Flugzeugwerke      | Bf (after July 1938)   |
| Si              | Siebel                                   | Flugzeugwerk Halle            | Fh                     |
| DFS             | Deutsche Forschungsanstalt für Segelflug | (Rhön-Rossitten Gesellschaft) |                        |

## Evolução da designação original dos fabricantes
| Nova designação | Projetista (ou equipe) | Fabricante antigo                | Designação substituída |
| --------------- | ---------------------- | -------------------------------- | ---------------------- |
| Ka              | Albert Kalkert         | Gothaer Waggonfabrik             | Go                     |
| Hü              | Dr. Ing. Ulrich Hütter | Nenhum (professor universitário) | He (*)                 |
| Li              | Alexander Lippisch     | DFS, Messerschmitt               | DFS / Me               |
| Ta              | Kurt Tank              | Focke-Wulf                       | Fw                     |